# Squeaky Dolphin
Squeaky Dolphin est un programme informatique développé par les Government Communications Headquarters (GCHQ), une organisation britannique spécialisée dans le renseignement et la sécurité. Il a pour objectif de collecter et d'analyser les données des réseaux sociaux tels que Facebook ou YouTube. Le programme a été révélé au grand public sur la NBC le 27 janvier 2014 sur la base de documents précédemment divulgués par Edward Snowden.

## Portée de la surveillance
Selon un document confidentiel du GCHQ daté d'août 2012, le programme permet une surveillance large et en temps réel de la diffusion des éléments suivants :
- Le nombre de vues des vidéos partagées sur YouTube[1],[2]
- Les interactions avec le bouton J'aime sur Facebook[2] (Facebook a depuis crypté les données[1])
- Le nombre de visites sur les blogs de Blogspot/Blogger[1],[2]
- L'intégralité des conversations, partages, likes et commentaires sur Twitter[3], qui a crypté ses communications entre la rédaction du document et les révélations de Snowden[4]

Le programme est parfois complété par un logiciel d'analyse disponible librement dans le commerce qui permet de déterminer quelles vidéos sont populaires parmi les résidents de villes spécifiques. Ce logiciel était commercialisé par Splunk.
Le document, initialement montré à un public de la NSA et a été rendue public par la NBC, contient également une note indiquant que le programme "ne s'intéressait pas aux individus, mais uniquement aux grandes tendances !". Cependant, "selon d'autres documents de Snowden" obtenus par la NBC, en 2010, "le GCHQ a exploité des données non cryptées de Twitter pour identifier des utilisateurs spécifiques dans le monde et les cibler avec de la propagande".